# Agencja reklamowa
Agencja reklamowa – firma specjalizująca się w projektowaniu i realizacji kompleksowych kampanii reklamowych oraz pojedynczych reklam dla produktów, usług lub marek z wykorzystaniem dowolnych nośników (np. drukowanych, radiowych, telewizyjnych, prasowych, internetowych itd.). Agencje reklamowe pod względem świadczonych usług dzielą się na podmioty oferujące działania w obszarach BTL oraz ATL. Firmy łączące obie płaszczyzny kompetencyjne nazywane są agencjami 360°. Początki działalności agencji reklamowych sięgają połowy XIX wieku. Wówczas w Filadelfii Volney B. Palmer założył pierwszą w historii agencję reklamową, która zajmowała się zbieraniem ogłoszeń i zlecaniem ich emisji w prasie drukowanej.

## Obszary działalności agencji reklamowych w Polsce
Zgodnie z obowiązującą w Polsce Klasyfikacją Działalności Gospodarczej, agencje reklamowe zajmują się:
- projektowaniem, planowaniem i umieszczaniem reklam w mediach drukowanych, radiu, telewizji, Internecie oraz innych mediach,
- projektowaniem, planowaniem i umieszczaniem reklam zewnętrznych, w formie bilbordów, paneli, gablot, balonów i sterowców reklamowych, wystawach okiennych, reklam na samochodach i autobusach itp.,
- dystrybucją i doręczaniem prospektów i próbek reklamowych (rozprowadzanie materiałów reklamowych do swoich klientów lub potencjalnych klientów),
- tworzeniem stoisk oraz innych konstrukcji i miejsc wystawowych (projektowaniem, budową i aranżacją stoisk oraz innych przestrzeni wystawienniczych na targach, wystawach, konferencjach i innych wydarzeniach branżowych),
- prowadzeniem kampanii reklamowych i pozostałych usług reklamowych mających na celu przyciągnięcie lub zatrzymanie klientów, np. poprzez:
  - promocję wyrobów,
  - marketing bezpośredni,
  - doręczanie i zamieszczanie prospektów i próbek reklamowych oraz bezpośrednią reklamę korespondencyjną,
  - doradztwo marketingowe (usługi doradcze w zakresie marketingu, które pomagają klientom opracować strategie reklamowe i marketingowe, dostosowane do ich potrzeb i celów biznesowych).

Ważną dziedziną jest identyfikacja wizualna oraz kompleksowe przeprowadzanie kampanii reklamowych. Obecnie zauważalne jest rozszerzanie zakresu usług, oprócz Internetu, outdooru, to np. reklamy ambientowe i guerilla marketing. Agencje reklamowe zajmują się również pełną obsługą graficzną klienta oraz przeprowadzaniem kampanii reklamowych na zlecenia klientów lub domów mediowych.
Według badania i raportu branżowego portalu Interaktywnie.com w 2019 roku przychody największej w Polsce agencji marketingowej osiągnęły poziom 43 mln zł.https://interaktywnie.com/download/221-raport-marketingowe-agencje-interaktywne

## Agencje sieciowe
Sieciowe agencje reklamowe mają spójną, renomowaną markę, a co za tym idzie: strategię, założenia, logotyp. Są to filie firmy rozsiane po całym świecie, działające według określonego modelu, ale też często posiadające dość dużą swobodę działania. Agencje te zazwyczaj posiadają duży kapitał zagraniczny i prowadzą kampanie koncernów międzynarodowych. Do grona agencji sieciowych, które działają Polsce należą m.in. Grey Worldwide Warszawa, J. Walter Thompson Parintex, Leo Burnett, PZL, Saatchi & Saatchi Poland, TBWAWarszawa, Young & Rubicam Brands.